# Georg Lettl

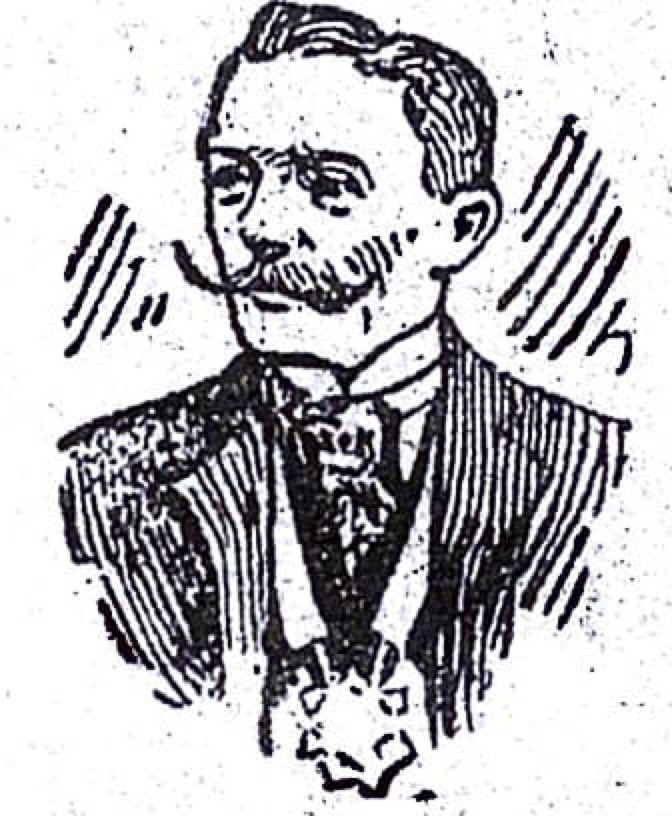
Zeichnung von Georg Lettl aus einer Zeitung im Jahre 1920

Georg Lettl (* 15. März 1859 in Eggenfelden, Königreich Bayern; † 15. November 1932 in Philadelphia, Pennsylvania, USA) war ein mehrfacher Weltrekordhalter im Gewichtheben und wurde durch seine außergewöhnlich große Muskelkraft in vielen Teilen der Welt bekannt.

## Werdegang

### Jugend
Georg Lettl wuchs im niederbayrischen Landkreis Rottal-Inn als Sohn eines Müllers in der Obermühle zu Eggenfelden auf. Schon in seinen jungen Jahren machte sich seine große Muskelkraft bemerkbar, da er schwere Mehlsäcke die Treppen in der väterlichen Mahl- und Sägemühle auf und ab und ganze Baumstämme umher trug. Berichten zufolge hob er im Alter von 19 Jahren, beim Bau der Rottaler Eisenbahn, einen mit Bruchsteinen vollbeladenen Wagen über den Boden, wofür man normalerweise mehrere Männer benötigte. In dieser Zeit wurde dem schmächtig gebauten und knapp 64 Kilogramm wiegenden Mann klar, welche Kraft und Leistungsfähigkeit er besaß, und er beschloss, diese auch öffentlich zu präsentieren.

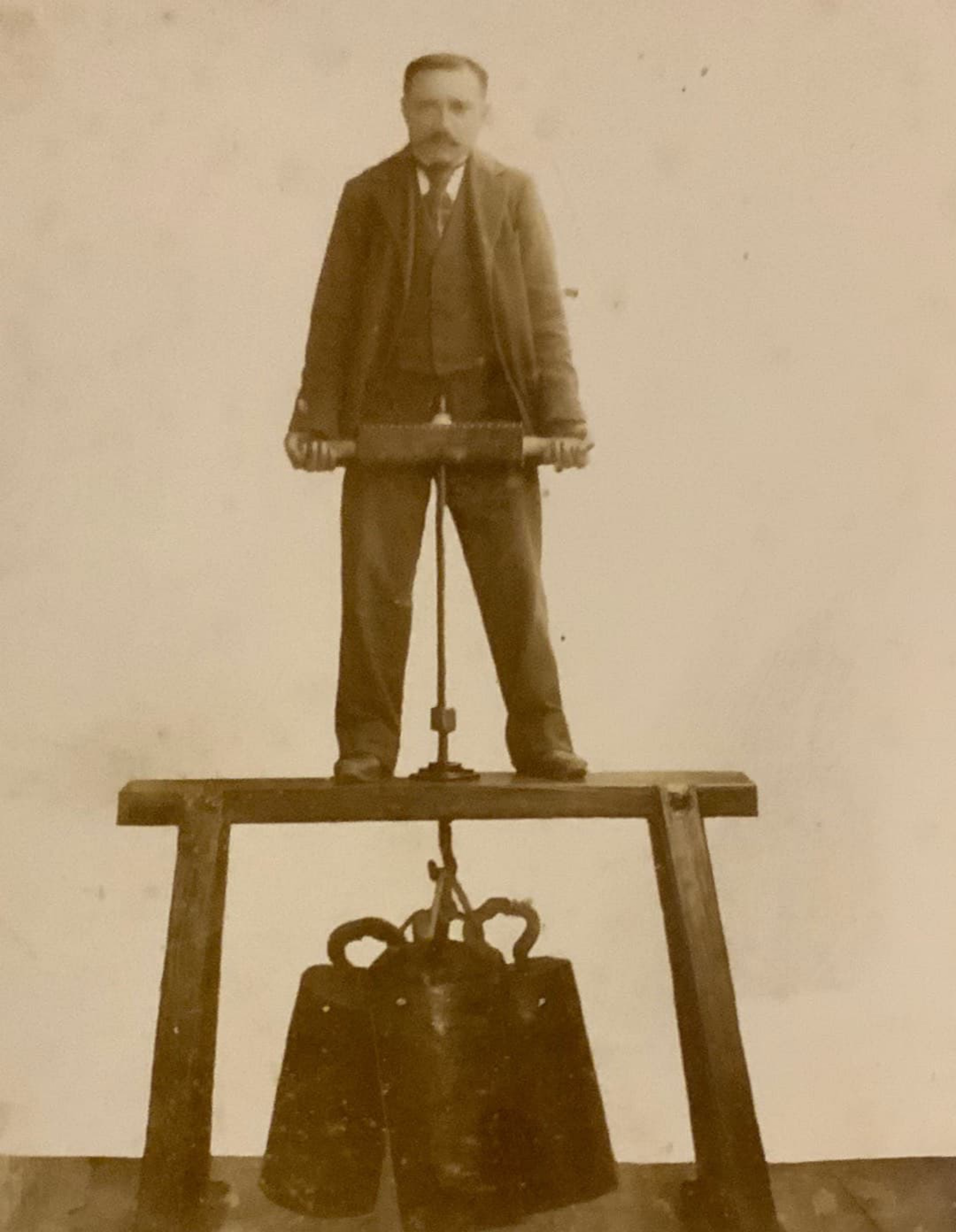
Georg Lettl um das Jahr 1900

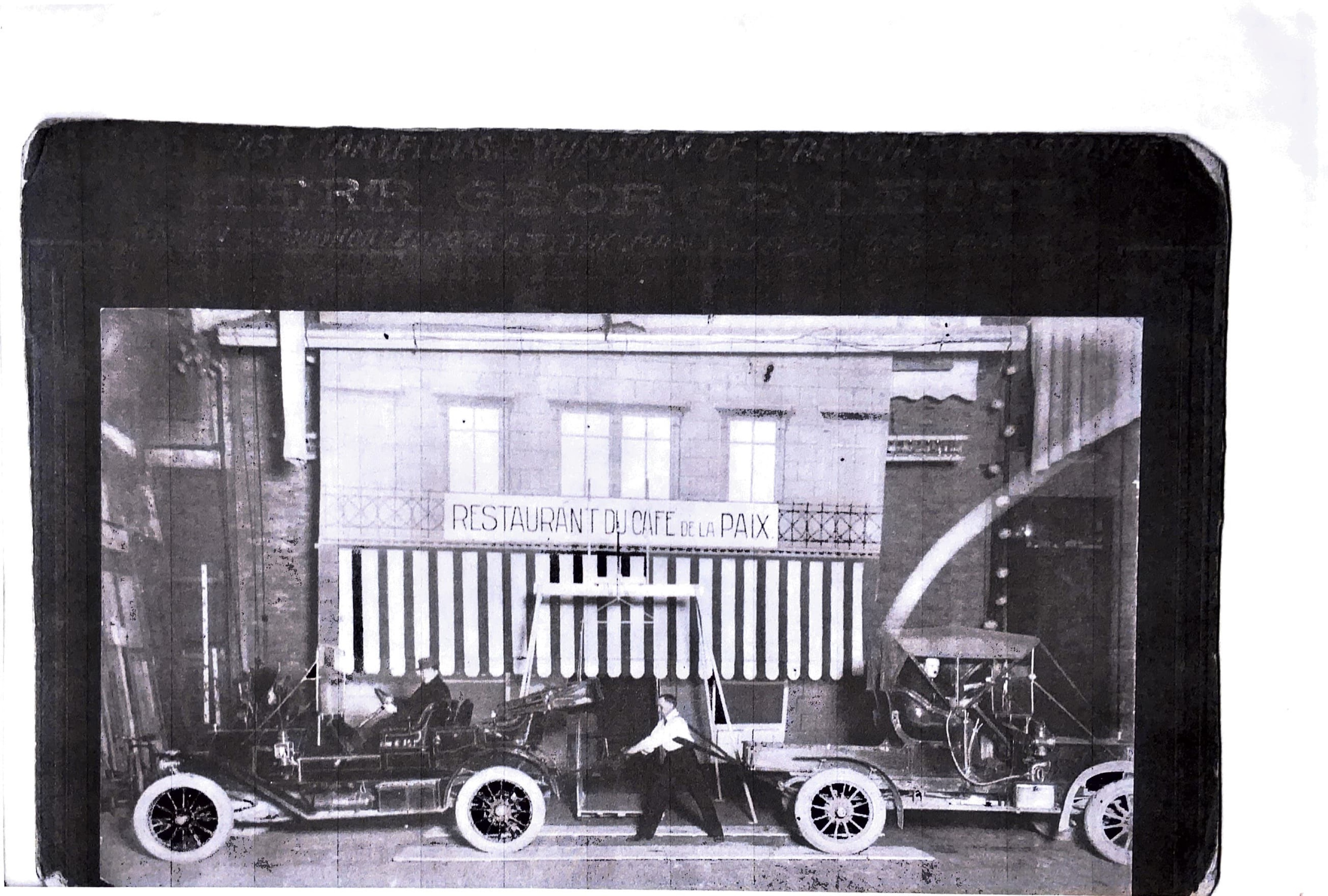
Georg Lettl in Paris, Frankreich Anfang des zwanzigsten Jahrhunderts

### Erste Erfolge und Auszeichnungen
In den darauffolgenden Jahren gewann er etliche Wettkämpfe und zeigte sich in Städten wie zum Beispiel München, Stuttgart, Frankfurt, Leipzig und Berlin. Nach dieser Reise quer durch Deutschland kehrte er wieder zurück in seine Heimatstadt und kaufte zusammen mit seinen drei Brüdern die Stadtmühle in Pfarrkirchen, die 1918 niederbrannte. Dort suchte ihn der Münchner Anton Haderecker auf und forderte ihn zu einem Weltmeister-Wettkampf heraus, der schließlich am 19. Mai 1900 im Kindl-Keller in München stattfand. Georg hob dort ein unglaubliches Gewicht von 25 Zentnern und 74 Pfund für 10 Minuten auf seinem Rücken, was ihm letztendlich zum Weltmeistertitel verhalf. Für diese Errungenschaft erhielt er von der Stadt Pfarrkirchen eine Ehrenmedaille und das Weltmeister-Diplom. Es wurde berichtet, er brach an einem Tag in München ganze drei Weltrekorde, indem er 300 Pfund mit dem Rücken, 1600 Pfund mit den Händen hob und zugleich 1200 Pfund mit den Schultern trug. Im Schwergewicht brachte er den Weltrekord auf 2700 Pfund. Er erregte damit so viel Aufsehen, dass er sich nach einer erneuten Reise durch Deutschland nach Bad Ischl begab, wo ihn der damalige Kaiser von Österreich, Franz Joseph I., einlud, um seine Leistungen zu sehen. Georg reichte ihm während seiner Aufführung ein Glas Wasser, das auf einem 6 Zentner schweren Mühlstein stand, den er in den Händen trug. Daraufhin wurde Lettl von seiner kaiserlichen Hoheit mit einem mit Diamanten besetzten Kreuz geehrt. Laut mündlichen Berichten seiner Nachfahren soll er auch für den damaligen Zaren von Russland Nikolaus II. in seiner Residenz im Alexanderpalast private Aufführungen gegeben haben, worüber aber kaum Dokumente oder Beweise existieren.

### Aufenthalt in England
Vier Jahre später trat er im November 1904 im gedrängt vollen Hippodrom in London auf. Die Londoner Tageszeitung The Daily Telegraph berichtete, der knapp fünf Fuß große Mann habe einen Schiffsanker und vier Männer gemeinsam auf einer Holzplatte mit einem Gesamtgewicht von 750 kg über seine Schultern gehoben. Er habe dort auch zwei 14-PS-Autos, die mit vollem Motorbetrieb gegen ihn arbeiteten, mit seinen Armen auseinandergehalten. Er konnte so große Gewichte stemmen, dass es schon unmenschlich wirkte. König Eduard VII ehrte ihn mit einer wertvollen Auszeichnung, daneben erhielt er während seines Aufenthaltes viele weitere Ehrenbezeugungen in Gestalt von Medaillen von hervorragenden englischen Persönlichkeiten.

### Reise in die USA

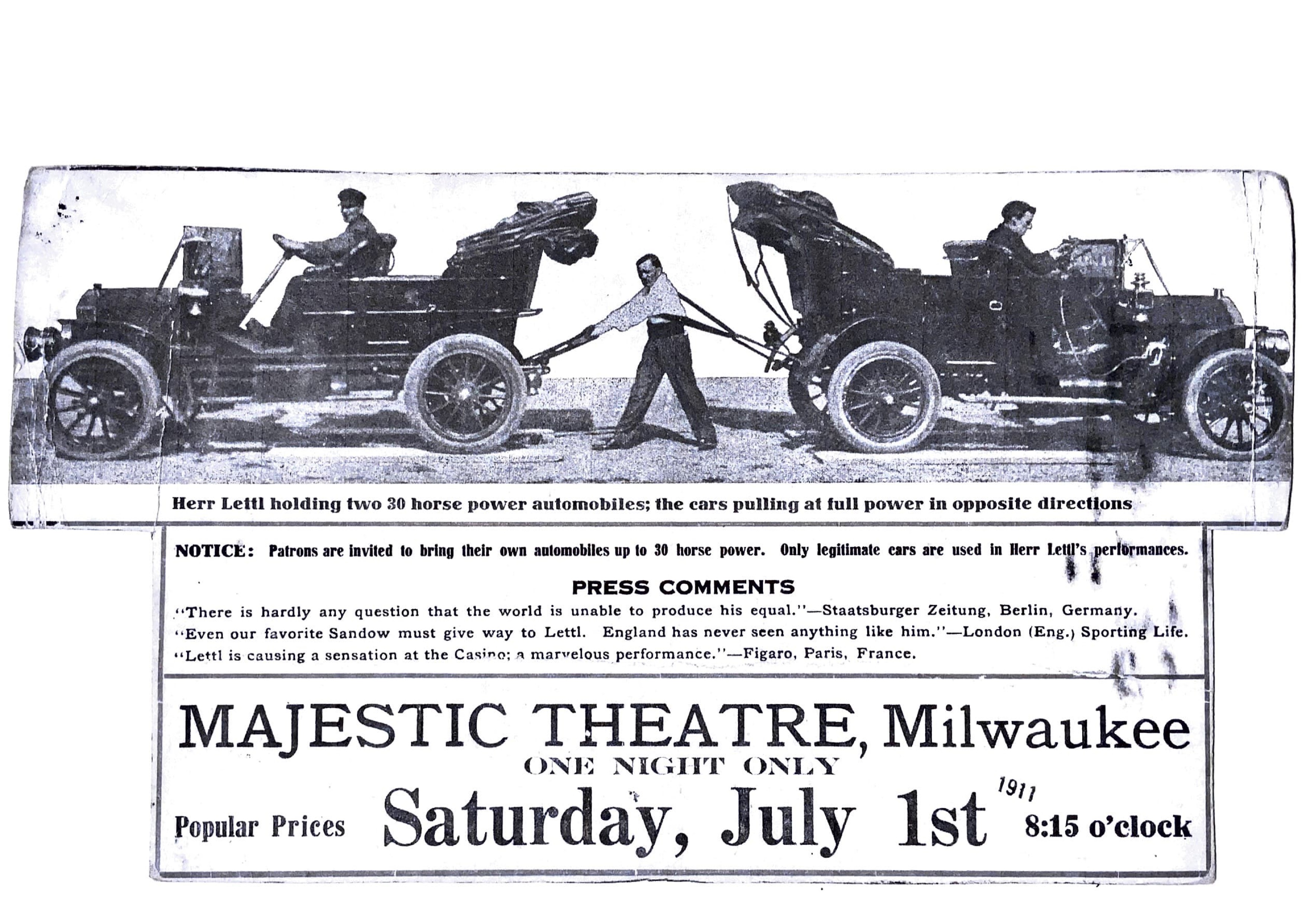
Anzeige des Majestic Theatre, Milwaukee im Jahre 1911 für einen Auftritt von Georg Lettl

Aufgrund seiner stetig wachsenden Berühmtheit und Nachfrage, die bis in den Westen reichten, trat er 1906 eine Reise in die Vereinigten Staaten an. Dort wurde er am 20. Juni 1911 von einem gewissen Professor Zebrits, dem damals besten Gewichtheber in den Vereinigten Staaten, in Milwaukee im Staate Wisconsin zu einem Wettkampf herausgefordert, den er souverän gewann. Er wurde als „The Bavarian Hercules“ bekannt und erhielt eine wertvolle Ehrenmedaille sowie einen Preis von 20.000 USD, mit dem er sich in den Jahren 1912/13 in Milwaukee eine Mühle und ein Sägewerk kaufte. Es wurde ihm ermöglicht, in einem der damals bekanntesten Theater in den USA aufzutreten, nämlich am 1. Juli 1911 im Majestic Theatre in Milwaukee, wo er, ähnlich wie in London, aber diesmal in die entgegengesetzte Richtung fahrende 30-PS-Autos, an ihn gebunden, zusammenhielt.

### Ende seiner Karriere und Ruhestand
Aus unbekannten Gründen verlor Lettl einen Großteil seines Vermögens und seine Mühle, weshalb er sich schließlich als Holzfäller und Nachtwächter über Wasser halten musste. Da aufgrund seines bereits höheren Alters auch seine Muskelkraft abnahm, sank auch seine Berühmtheit und er wurde in kurzer Zeit fast gänzlich unbekannt. Selbst der Name geriet nach und nach in Vergessenheit. Einige Jahre später zog er nach Philadelphia, wo er eine Wohnung an der 6026 York Road hatte. Am 15. November 1932 starb er dort im Alter von 73 Jahren und wurde am 18. November an der hiesigen St. Heinrichs-Kirche zu Grabe getragen. Laut Sterbeurkunde, die auch am 7. Februar 1933 vom Deutschen Konsulat nach Deutschland an seinen Neffen Karl Lettl geschickt wurde, hatte er sich am 13. November 1932 wegen eines Sturzes an einer Treppe schwere Verletzungen zugezogen und erlag diesen zwei Tage darauf im Jewisch Hospital in Philadelphia. Sie berichteten auch, dass kein Nachlass des Verstorbenen hinterlegt wurde und somit die Bestattungskosten von 94 USD nicht übernommen werden konnten. Ob er letztendlich wirklich an diesem Unglück verstarb, ist bis heute nicht geklärt, da keinerlei medizinische Gutachten oder dergleichen vorhanden sind. Es wird vermutet, dass sein Neffe Josef Franz Lettl ebenfalls nach Amerika reiste, da dieser am 27. Mai 1934 nach Georgs Tod einen Brief an seinen Vetter Ludwig Lettl, ebenfalls Müller, nach Perach, Neuötting schickte, auf dem der Absendeort in Denver, Colorado angegeben war. Eine Rottaler Zeitung schrieb Anfang der 30er Jahre, Georgs letzter Lebensabschnitt sei in Dunkel gehüllt, da man nichts mehr über ihn erfuhr und er schlagartig von der Bildfläche verschwand.

## Familie
Georg hatte einen Vater namens Anton Lettl, der die Obermühle und das Sägewerk in Eggenfelden besaß. Seine Mutter war Maria Magdalena Huber. Zu seine Geschwistern zählten seine drei Brüder Franz, Anton und Karl Lettl. Von Georg selbst ist nicht bekannt, ob er Kinder oder eine Ehefrau hatte. Der Großteil seiner Nachfahren ist heute noch in Eggenfelden ansässig.